# أبييي جي. روجرز
أبييي جي. روجرز (بالإنجليزية: Abbie Gifford Rogers)‏ هي فاعلة خير أمريكية، ولدت في 20 يناير 1841 في فيرهيفن في الولايات المتحدة، وتوفيت في 21 مايو 1894 في مانهاتن في الولايات المتحدة.